# Distrito electoral federal 5 de Hidalgo
El V Distrito Electoral Federal de Hidalgo es uno de los 300 Distritos Electorales en los que se encuentra dividido el territorio de México para la elección de diputados federales y uno de los siete en los que se divide el estado de Hidalgo. 
La cabecera distrital es la ciudad de El Llano 1° Sección, municipio de Tula de Allende; que es donde se reúnen y cotejan los resultados de los colegios electorales individuales.

## Distritaciones anteriores

### Distritación 1996 - 2005
Entre 1996 y 2005 el Quinto Distrito se encontraba ubicado en la misma región, integrándolo por doce municipios: Ajacuba, Tetepango, Tlahuelilpan, Atitalaquia, Atotonilco de Tula, Chapantongo, Nopala de Villagrán, Tepeji del Río de Ocampo, Tepetitlán, Tezontepec de Aldama, Tlaxcoapan y Tula de Allende.

### Distritación 2005 - 2017
Entre 2005 y 2017 el Quinto Distrito se encontraba ubicado en la misma región, integrándolo por diez municipios: Atitalaquia, Atotonilco de Tula, Chapantongo, Huichapan, Nopala de Villagrán, Tepeji del Río de Ocampo, Tepetitlán, Tezontepec de Aldama, Tlaxcoapan y Tula de Allende.

### Distritación 2017 - 2022
Entre 2017 y 2022 el Quinto Distrito se encontraba ubicado en la misma región, integrándolo por diecinueve municipios:Atitalaquia, Atotonilco de Tula, Chapantongo, Huichapan, Nopala de Villagrán, Tepeji del Río de Ocampo, Tepetitlán, Tezontepec de Aldama, Tlaxcoapan y Tula de Allende.

## Demarcación territorial
Este distrito se encuentra integrado por un total de 10 municipios y 214 secciones electorales, que son los siguientes:
1. Atitalaquia, integrado por 10 secciones
2. Atotonilco de Tula, integrado por 18 secciones
3. Chapantongo, integrado por 10 secciones
4. Huichapan, integrado por 37 secciones
5. Nopala de Villagrán, integrado por 10 secciones
6. Tepeji del Río de Ocampo, integrado por 33 secciones
7. Tepetitlán, integrado por 8 secciones
8. Tezontepec de Aldama, integrado por 24 secciones
9. Tlaxcoapan, integrado por 12 secciones
10. Tula de Allende, integrado por 52 secciones

## Diputados por el distrito
| Diputado                         | Grupo parlamentario | Legislatura         | Periodo     |
| -------------------------------- | ------------------- | ------------------- | ----------- |
| José M. Villa                    |                     | V                   | 1869 - 1871 |
| Vacante                          | Vacante             | VI                  | 1871 - 1873 |
| Francisco Menocal                |                     | VII                 | 1873 - 1875 |
| José Vicente Villada             |                     | VIII                | 1875 - 1878 |
| Mariano Rodríguez Veytia         |                     | IX                  | 1878 - 1880 |
| Ángel Hermosillo                 |                     | X                   | 1880 - 1882 |
| Mónico Valdés                    |                     | XI                  | 1882 - 1884 |
| José María Prieto                |                     | XII                 | 1884 - 1886 |
| Juan B. Castelló                 |                     | XIII                | 1886 - 1888 |
| Enrique Sort de Sanz             |                     | XIV XV XVI          | 1888 - 1894 |
| Domingo López de Lara            |                     | XVII XVIII          | 1894 - 1898 |
| Manuel Mirus                     |                     | XIX XX XXI XXII     | 1898 - 1906 |
| Vacante                          | Vacante             | XXIII               | 1906 - 1908 |
| Manuel Mirus                     |                     | XXIV XXV            | 1908 - 1912 |
| Manuel Ramírez Castillo          |                     | XXVI                | 1912 - 1913 |
| Rafael Vega Sánchez              |                     | Constituyente XXVII | 1916 - 1918 |
| Narciso Paz                      |                     | XXVIII              | 1918 - 1920 |
| Francisco de la Peña             |                     | XXIX                | 1920 - 1922 |
| Fernando Herrera                 |                     | XXX                 | 1922 - 1924 |
| Artemio Basurto                  |                     | XXXI                | 1924 - 1926 |
| Fernando Herrera                 |                     | XXXII XXXIII        | 1926 - 1930 |
| Juan Cruz Oropeza                |                     | XXXIV               | 1930 - 1932 |
| José Lugo Guerrero               |                     | XXXV                | 1932 - 1934 |
| Ricardo de la Peña               |                     | XXXVI               | 1934 - 1937 |
| José Lugo Guerrero               |                     | XXXVII              | 1937 - 1940 |
| Alfonso Corona del Rosal         |                     | XXXVIII             | 1940 - 1943 |
| Adolfo Lugo Guerrero             |                     | XXXIX               | 1943 - 1946 |
| Fernando Cruz Chávez             |                     | XL                  | 1946 - 1949 |
| Quintín Rueda Villagrán          |                     | XLI                 | 1949 - 1950 |
| Luis de la Concha Paulín         | 1950 - 1951         | XLI                 |             |
| Antonio Ponce Lagos              |                     | XLII                | 1952 - 1955 |
| Miguel Gómez Méndoza             |                     | XLIII               | 1955 - 1958 |
| Martiniano Martínez Álvarez      |                     | XLIV                | 1958 - 1961 |
| Jorge Rojo Lugo                  |                     | XLV                 | 1961 - 1964 |
| Jaime López Peimbert             |                     | XLVI                | 1964 - 1967 |
| Humberto Lugo Gil                |                     | XLVII               | 1967 - 1970 |
| Enrique Soto Reséndiz            |                     | XLVIII              | 1970 - 1973 |
| Ismael Villegas Rosas            |                     | XLIX                | 1973 - 1976 |
| Vicente Trejo Callejas           |                     | L                   | 1976 - 1979 |
| José Guadarrama Márquez          |                     | LI                  | 1979 - 1982 |
| Humberto Lugo Gil                |                     | LII                 | 1982 - 1985 |
| José Badillo Ortíz               |                     | LIII                | 1985 - 1988 |
| Gregorio Bonilla Chávez          |                     | LIV                 | 1988 - 1991 |
| Germán Corona del Rosal          |                     | LV                  | 1991 - 1994 |
| Miguel Ángel Islas Chío          |                     | LVI                 | 1994 - 1997 |
| Noé Paredes Salazar              |                     | LVII                | 1997 - 2000 |
| Raúl Efrén Sicilia Salgado       |                     | LVIII               | 2000 - 2003 |
| Jorge Romero Romero              |                     | LIX                 | 2003 - 2006 |
| Fernando Moctezuma Pereda        |                     | LX                  | 2006 - 2009 |
| Ramón Ramírez Valtierra          |                     | LXI                 | 2009 - 2011 |
| Marcela Vieyra Alamilla          | 2011 - 2012         | LXI                 |             |
| José Antonio Rojo García de Alba |                     | LXII                | 2012 - 2015 |
| Fernando Moctezuma Pereda        |                     | LXIII               | 2015 - 2018 |
| Julio César Ángeles Mendoza      |                     | LXIV                | 2018 - 2021 |
| Cuauhtémoc Ochoa Fernández       |                     | LXV                 | 2021 -      |

## Resultados electorales

### 2015
|  | 41.08 % |

|  | 19.07 % |

|  | 10.77 % |

|  | 8.22 % |

|  | 6.71 % |

|  | 4.28 % |

|  | 1.96 % |

|  | 1.78 % |

|  | 1.61 % |

|  | 0.07 % |

|  | 95.61 % |

|  | 4.39 % |